# Dietmar Pieper
Dietmar Pieper (* 8. August 1963 in Mainz) ist ein deutscher Journalist und Autor. 

## Leben
Pieper studierte in Mainz, Berlin und Austin (Texas) Germanistik, Komparatistik und Philosophie und besuchte anschließend die Henri-Nannen-Schule in Hamburg. Seit 1989 arbeitet er beim Nachrichtenmagazin Der Spiegel, unter anderem als Korrespondent und Büroleiter in Dresden und Frankfurt/Main. Von 2001 bis 2008 war er einer der Leiter des Ressorts Deutsche Politik, danach Ressortleiter für die Heftreihen Spiegel Geschichte und Spiegel Wissen. Seit 2017 ist er Autor im Spiegel-Auslandsressort.

## Werke
- Wir Barbaren. Leben in einer Kultur der Gewalt. Aufbau-Verlag 1996. ISBN 978-3351024437.
- Die Erfindung der Deutschen. Wie wir wurden, was wir sind. (Hrsg.): Dietmar Pieper, Klaus Wiegrefe, DVA 2007. ISBN 978-3421043184.
- Jesus von Nazareth und die Anfänge des Christentums (Hrsg.): Annette Großbongardt, Dietmar Pieper, DVA 2012. ISBN 978-3421045997.
- Der Islam. 1400 Jahre Glaube, Krieg und Kultur. (Hrsg.): Dietmar Pieper, Rainer Traub, Goldmann 2013. ISBN 978-3442157471.
- Demenz. Was wir darüber wissen, wie wir damit leben. (Hrsg.): Annette Bruhns, Beate Lakotta, Dietmar Pieper, Goldmann 2013. ISBN 978-3442157570.
- Die Reformation. Aufstand gegen Kaiser und Papst. (Hrsg.): Dietmar Pieper, Eva-Maria Schnurr, DVA 2016. ISBN 978-3421046758.
- Das Geheimnis guter Kommunikation. In der Liebe, im Beruf, in der digitalen Welt. (Hrsg.): Angela Gatterburg, Dietmar Pieper, DVA 2016. ISBN 978-3421047359.
- Die Welt der Habsburger. Glanz und Tragik eines europäischen Herrscherhauses. (Hrsg.): Dietmar Pieper, Johannes Saltzwedel, Penguin 2019. ISBN 978-3351024437.
- Zucker, Schnaps und Nilpferdpeitsche. Wie hanseatische Kaufleute Deutschland zur Kolonialherrschaft trieben. Piper, München 2021. ISBN 978-3-492-07167-3.
- Churchill und die Deutschen. Eine besondere Beziehung. Piper, München 2024. ISBN 978-3-492-07237-3.